# 廷吏
廷吏（ていり）とは、日本の裁判所に置かれていた職員のひとつ。法廷において、法廷内の秩序維持、事件の呼び上げ、当事者の出廷カードへの記入、書類のやりとりの仲介、その他裁判官の命ずる事務を行っていた。旧称は廷丁（ていてい）。
裁判所法上は、廷吏という官名の職員が置かれることが想定されているが（63条）、実際には、裁判所事務官の官名を有する職員の中から、廷吏が補職されていた。しかし、現在は、裁判所の職員制度改革により、廷吏という職名もなくなった。
その後は、廷吏に代わる事務を行う者として、法廷に裁判所事務官が配置されており（その裁判所事務官を指して現在も廷吏と呼ぶことがある）、事件の呼び上げや書類のやりとりなどの事務を行っている。
そのほか、各裁判所は、執行官を用いることができないときは、その裁判所の所在地で書類を送達するために、廷吏を用いることができるとされていることから（裁判所法63条3項）、廷吏は書類の送達なども取り扱っていた。